# ローマ典礼 (特別形式)

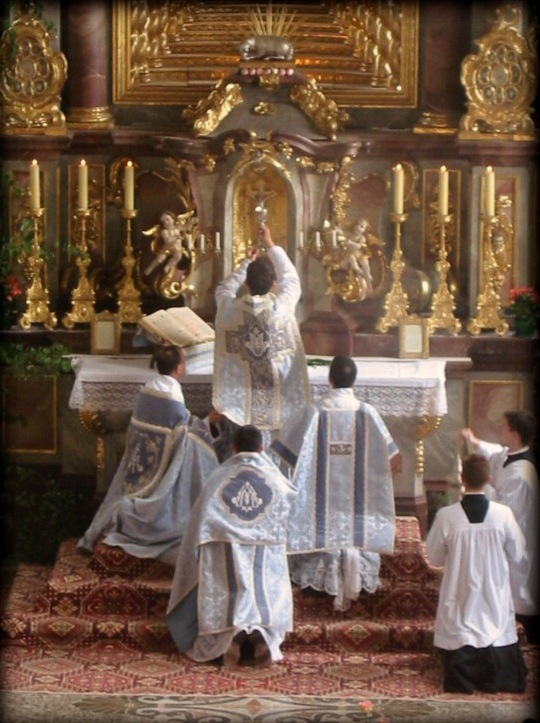
特別形式の典礼で聖杯は差し上げられる。

ローマ典礼（特別形式）、あるいはラテン典礼のカトリック教会の「祈りの法（Lex orandi）」の特別の表現という用語は、教皇ベネディクト16世による自発教令「スンモールム・ポンティフィクム」で、広く「トリエント・ミサ」と呼ばれている1962年のローマ・ミサ典礼書を用いた典礼に与えられたものである。
このフレーズは、1962年のミサ典礼書に基づいた典礼が、この自発教令により一層広く捧げられるのを許されたことを示唆し、 今日一般的に行われているローマ典礼（通常形式）と異なることを示している。

## 概要
現在、ローマ典礼のミサ聖祭の通常の形式は 、ローマ・ミサ典礼書の修正（新しいミサ）として確立され、1969年に教皇パウロ6世によって発布された。
教皇ベネディクト十六世の自発教令において、そして一人ひとりの司教に対する教皇の書簡の中で、ベネディクト16世は1962年の形式を「ひとつの」特別な形式と指定し、以下のように述べている：
教皇パウロ6世が発布したローマ・ミサ典礼書はラテン典礼のカトリック教会の「祈りの法（Lex orandi）」の通常の表現である。これに対して、教皇ピオ5世が発布し、教皇ヨハネ23世があらためて発布したローマ・ミサ典礼書は、同じ「祈りの法」の特別な表現と考えるべきであり、このあがむべき古くからの典礼の使用に対してふさわしい敬意が払われなければならない。これらの教会の「祈りの法」の二つの表現は、決して教会の「祈りの法」の分裂をもたらしてはならない。なぜなら、これらは唯一のローマ典礼の二つの使用だからである。(自発教令第一項）
使徒座の「特別」という技術用語の他の一例としては、Redemptionis Sacramentum（指針「贖いの秘跡」（英語））、「聖体の特別奉仕者」といった用語を排除するために使った「聖体授与の臨時の奉仕者」が挙げられる。この2004年の指針に用いられた用語は以下でも繰り返されたものと同様である。即ち、 1983年の教会法における教会法910条2項（英語） と943条（英語）、即ち他の諸秘跡の場合と同様に、秘跡の 「通常」の奉仕者と、ある状況において、秘跡の管理を例外的に許された者との間の区別を強調したケースである。